# Морріс Тауншип (округ Клірфілд, Пенсільванія)
Морріс Тауншип (англ. Morris Township) — селище (англ. township) в США, в окрузі Клірфілд штату Пенсільванія. Населення — 2777 осіб (2020).

## Демографія
Згідно з переписом 2010 року, у селищі мешкало 2938 осіб у 1231 домогосподарстві у складі 833 родин. Було 1327 помешкань
Расовий склад населення:
| - 98,8 % — білих - 0,3 % — корінних американців - 0,2 % — чорних або афроамериканців |

До двох чи більше рас належало 0,5 %. Частка іспаномовних становила 0,7 % від усіх жителів.
За віковим діапазоном населення розподілялося таким чином: 21,1 % — особи молодші 18 років, 61,1 % — особи у віці 18—64 років, 17,8 % — особи у віці 65 років та старші. Медіана віку мешканця становила 42,9 року. На 100 осіб жіночої статі у селищі припадало 96,1 чоловіків;  на 100 жінок у віці від 18 років та старших — 94,9 чоловіків також старших 18 років.
Середній дохід на одне домашнє господарство  становив 48 725 доларів США (медіана — 37 181), а середній дохід на одну сім'ю — 59 022 долари (медіана — 59 479). Медіана доходів становила 50 044 долари для чоловіків та 33 462 долари для жінок. За межею бідності перебувало 20,2 % осіб, у тому числі 29,5 % дітей у віці до 18 років та 10,2 % осіб у віці 65 років та старших.
Цивільне працевлаштоване населення становило 1335 осіб. Основні галузі зайнятості: освіта, охорона здоров'я та соціальна допомога — 30,3 %, транспорт — 14,2 %, публічна адміністрація — 8,2 %, науковці, спеціалісти, менеджери — 7,7 %.